# Gary Melchionni
Gary Dennis Melchionni (Camden, Nueva Jersey, 19 de enero de 1951) es un exjugador de baloncesto estadounidense que jugó dos temporadas en la NBA, una en la CBA y una última en la liga italiana. Con 1,88 metros de estatura, lo hacía en la posición de base. Es hermano del también exjugador profesional Bill Melchionni.

## Trayectoria deportiva

### Universidad
Jugó durante cuatro temporadas con los Blue Devils de la Universidad de Duke, en las que promedió 10,8 puntos, 2,7 rebotes y 2,4 asistencias por partido. Fue el capitán de los Blue Devils en 1972 y 1973, y en su última temporada fue incluido en el mejor quinteto de la Atlantic Coast Conference.

### Profesional
Fue elegido en la trigésimo tercera posición del Draft de la NBA de 1973 por Phoenix Suns, y también por los San Antonio Spurs en la sexta ronda del draft de la ABA, firmando por los primeros. Allí jugó dos temporadas como suplente de Dick Van Arsdale, siendo la mejor de ellas la segunda, la 1974-75, en la que promedió 8,5 puntos y 2,8 rebotes por partido.
Antes del comienzo de la temporada 1975-76 es despedido por los Suns, y al verse sin equipo, se marcha a jugar a los Hazleton Bullets de la CBA. Al año siguiente ficha por el Snaidero Udine de la liga italiana, donde en su única temporada promedia 18,5 puntos y 3,4 rebotes por partido.

## Estadísticas de su carrera en la NBA

### Temporada regular
| Temporada | Edad | Equipo       | Liga | P   | TIT | MIN  | TC  | TCA | %TC  | 3P | 3PA | %3P | TL  | TLA | %TL  | R.OF. | R.DEF. | REB | ASIS | ROB | TAP | PER | FP  | PTS |
| 1973-74   | 23   | Phoenix Suns | NBA  | 69  |     | 18.1 | 2.9 | 6.4 | .460 |    |     |     | 1.3 | 1.6 | .860 | 0.7   | 1.4    | 2.1 | 2.1  | 0.6 | 0.1 |     | 1.2 | 7.2 |
| 1974-75   | 24   | Phoenix Suns | NBA  | 68  |     | 22.5 | 3.4 | 7.9 | .430 |    |     |     | 1.7 | 2.1 | .809 | 0.7   | 2.1    | 2.8 | 2.3  | 0.7 | 0.2 |     | 1.7 | 8.5 |
| Total     |      |              | NBA  | 137 |     | 20.3 | 3.2 | 7.1 | .444 |    |     |     | 1.5 | 1.8 | .831 | 0.7   | 1.7    | 2.4 | 2.2  | 0.6 | 0.2 |     | 1.5 | 7.8 |

## Vida posterior
Tras licenciarse en Derecho por la Universidad de Duke, ejerce como abogado laboral en la ciudad de Lancaster (Pensilvania).